# كلاوديو بانتا
كلاوديو بانتا (بالإيطالية: Claudio Panatta)‏ مواليد 2 فبراير 1960 في روما، هو لاعب كرة مضرب إيطالي سابق بدأ مسيرته كمحترف سنة 1979 وكان يلعب باليد اليمنى، اعتزل اللعب في 1989. أعلى تصنيف له في الفردي كان المركز الـ 46 في سنة 1984. أعلى تصنيف له في الزوجي كان المركز الـ 45 في سنة 1988.

## روابط خارجية
- كلاوديو بانتا على موقع رابطة محترفي التنس (الإنجليزية)
- كلاوديو بانتا على موقع الاتحاد الدولي لكرة المضرب (الإنجليزية)
- كلاوديو بانتا على موقع كأس ديفيز (الإنجليزية)
- كلاوديو بانتا على موقع خلاصة التنس.كوم (الإنجليزية)